# 黙示録の仔羊

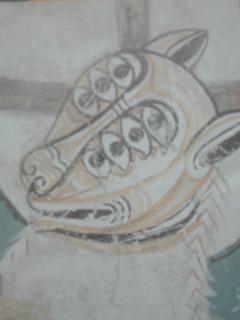
黙示録の仔羊

黙示録の仔羊（もくしろくのこひつじ）とは、『ヨハネの黙示録』に記されている羊である。同書の第5章6節「子羊には7つの角と、7つの目があった。この7つの目には、全地に遣わされている神の7つの霊である」とある。続いて12節では「天使たちは大声でこう言った。屠られた子羊は、神の力、富、知恵、威力、誉れ、栄光、賛美を受けるのにふさわしい方である」。『ヨハネの黙示録』は地上の王国の滅亡と神の国の到来を示すものであるが、7つの目の子羊は、その中で、上記のような神秘的な霊能を与えられる者として描かれている。

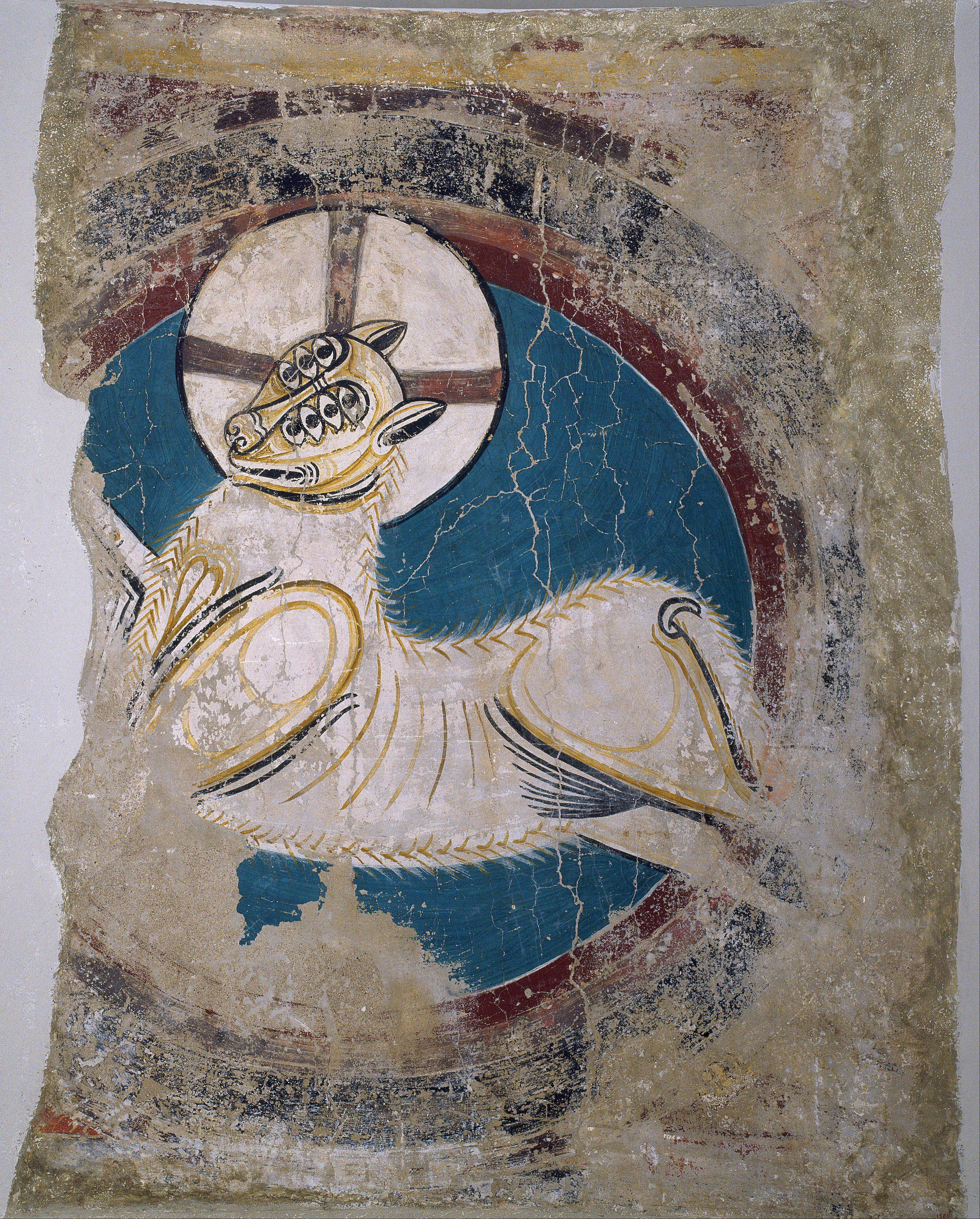
現在、カタルーニャ美術館に収蔵されている12世紀作者不詳の黙示録の仔羊

スペインのタウイのサン・クリメン教会のフレスコ画（現在はバルセロナのカタルーニャ美術館収蔵）の図象が有名である。鼻の右側に縦に3つ、左側に縦に4つ目が並んでいる。